# Four Keys
Albums par Martial Solal
The Solosolal
(1979) Key for Two
(1979)
Albums par Lee Konitz
Yes, Yes, Nonet (en)
(1979) Live at Laren (en)
(1979)
Albums par John Scofield
Who's Who? (en)
(1979) Bar Talk (en)
(1980)
Albums par Niels-Henning Ørsted Pedersen
Pictures (en)
(1979) Dancing on the Tables (en)
(1979)
Four Keys est un album de jazz du pianiste français Martial Solal, du saxophoniste américain Lee Konitz, du guitariste américain John Scofield et du contrebassiste danois Niels-Henning Ørsted Pedersen sorti en 1979 chez MPS.

## À propos de la musique
Le groupe « all stars » qui figure sur l'album fait le lien entre deux générations : au moment de l'enregistrement, Solal et Konitz ont 52 ans, Ørsted Pedersen 33 ans et Scofield en a 28 ; par ailleurs Konitz et Scofield sont américains, alors que Solal et Ørsted Pedersen sont européens.
L'album contient sept compositions de Solal, qui vont de la musique de chambre à l'improvisation collective. L'album peut évoquer le cool jazz.
Sur Satar, chaque musicien joue un solo non accompagné par les autres. Four Keys, à l'inverse, est une improvisation collective.

## Liste des pistes
Toute la musique est composée par Martial Solal.
| No | Titre         | Durée |
| -- | ------------- | ----- |
| 1. | Brain Stream  | 6:43  |
| 2. | Not Scheduled | 7:27  |
| 3. | Grapes        | 6:26  |
| 4. | Retro Active  | 6:03  |
| 5. | Energy        | 4:42  |
| 6. | Satar         | 4:35  |
| 7. | Four Keys     | 3:15  |

## Musiciens
- Martial Solal : piano
- Lee Konitz : saxophone alto
- John Scofield : guitare
- Niels-Henning Ørsted Pedersen : contrebasse